# Costanza della Scala
Costanza della Scala (1263 circa – Ferrara, 1306) fu una nobildonna veronese.

## Biografia
Era figlia di Alberto I della Scala, signore di Verona, e di Verde di Salizzole.
Venne data in sposa nel 1289 a Obizzo II d'Este, Signore di Ferrara, divenendone la seconda moglie.
Il matrimonio durò fino al 1293, anno in cui Costanza rimase vedova: Obizzo venne probabilmente assassinato per mano del figlio Azzo che gli successe. Nel 1294 Azzo VIII e suo fratello Francesco d'Este allontanarono da Ferrara Costanza. Alberto, adirato, gli dichiarò guerra e, alleatosi coi padovani, riportò sugli estensi una grande vittoria.
Successivamente Costanza venne data dal fratello Cangrande I della Scala in moglie nel 1299 a Guido Bonacolsi, signore di Mantova. Questo matrimonio sancì l'alleanza tra Verona e Mantova, che sarebbe continuata anche dopo la morte di Costanza e Guido tra Cangrande e Rinaldo Bonacolsi. Costanza non diede alcun figlio maschio neanche al secondo marito, morto nel 1309, a cui successe il fratello Rinaldo.